# Farallon de Medinilla
Farallon de Medinilla (conosciuta anche come No'os) è un'isola disabitata dell'Oceano Pacifico delle Isole Marianne Settentrionali. Si trova a circa 83 km a nord di Saipan, ed è l'isola più piccola dell'arcipelago (escludendo la Zealandia Bank).
Dal punto di vista giuridico appartiene alla Municipalità Isole Settentrionali.

## Storia

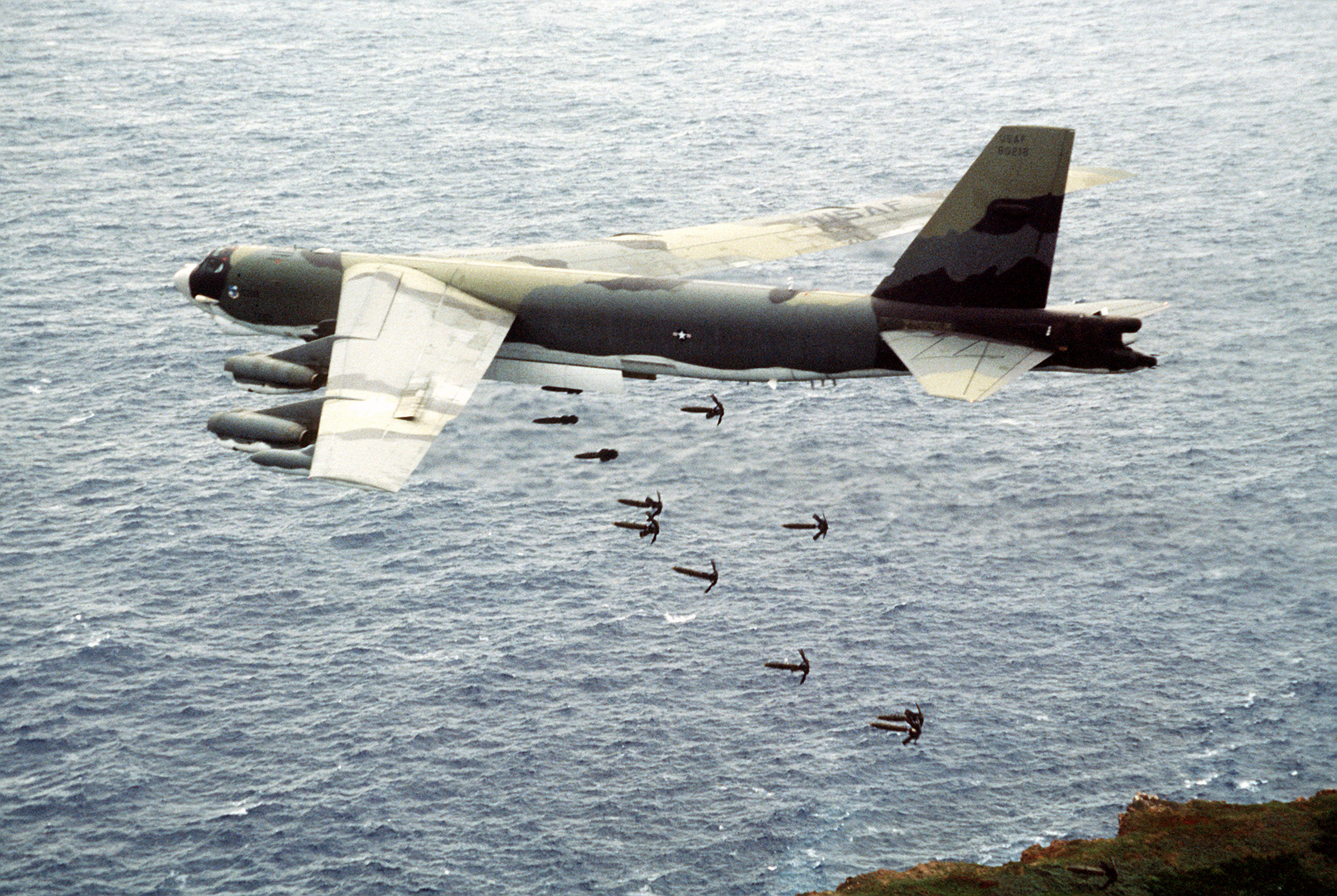
Un Boeing B-52 Stratofortress dell'USAF sorvola l'isola, 1984.

Farallon de Medinilla fu scoperta alla fine del 1543 dall'esploratore spagnolo Bernardo de la Torre mentre era a bordo della San Juan de Letrán diretto al Vicereame della Nuova Spagna. All'epoca disabitata, successive indagini archeologiche rinvennero grotte annerite e frammenti di ceramica che indicavano un precedente insediamento del popolo Chamorros. L'isola fu visitata da Louis de Freycinet nel 1819; che la battezzò Farallon de Medinilla in onore di don José de Medinilla y Pifieda, il governatore spagnolo delle Marianne dal 1812 al 1822.
L'isola fu ceduta dalla Spagna all'Impero tedesco con il trattato tedesco-spagnolo del 1899, insieme al resto delle Isole Marianne (eccetto Guam). Le formalità di cessione furono espletate il 17 novembre 1899 a Saipan, in seguito a ciò Farallon de Medinilla fu amministrata come parte della Nuova Guinea tedesca. Durante la prima guerra mondiale l'isola passò sotto il controllo dell'Impero giapponese e amministrata come parte del Mandato del Pacifico meridionale. Dopo la seconda guerra mondiale, l'isola passò sotto il controllo degli Stati Uniti e fu amministrata come parte del Territorio fiduciario delle Isole del Pacifico. Dal 1978 l'isola fa parte del Municipalità Isole Settentrionali delle Isole Marianne Settentrionali.
Per anni, la Marina degli Stati Uniti ha utilizzato l'isola per svolgere esercitazioni militari e bombardamenti. In una causa del 2002, il Center for Biological Diversity ha accusato la United States Navy della distruzione dell'habitat della fauna selvatica sull'isola. Una successiva sentenza di un tribunale ha ordinato al Dipartimento della Difesa degli Stati Uniti di cessare le esercitazioni militari sull'isola in rispetto del Migratory Bird Treaty Act.

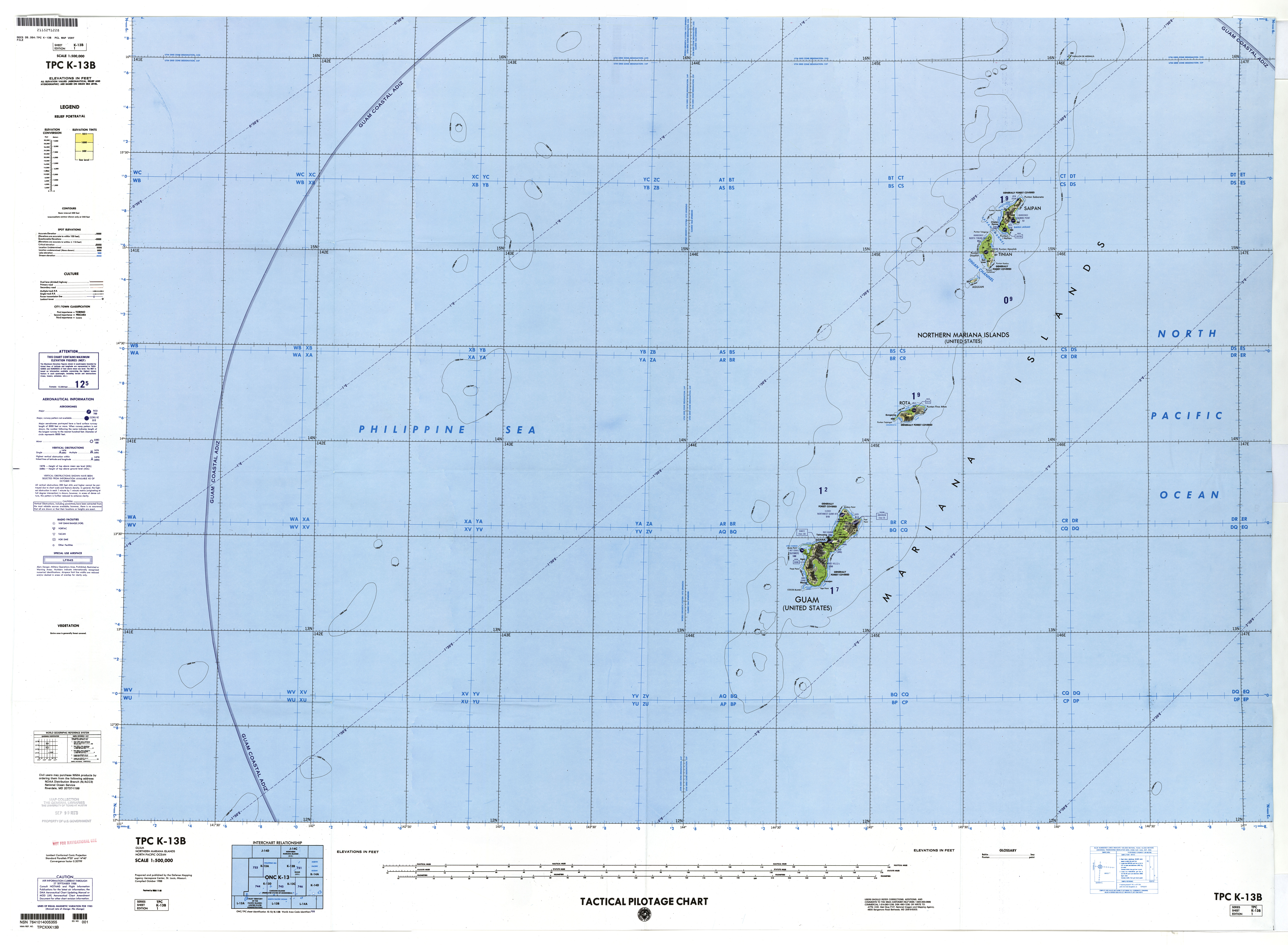
Mappa di Farallon de Medinilla (National Geospatial-Intelligence Agency, 1988)

Diversi studi hanno evidenziato gli impatti negativi delle attività militari sulla fauna e sulla flora locale, comprese le specie sia terrestri che oceaniche, tra cui i megapodi della Micronesia, gli uccelli migratori e cetacei come la sula, le sterne, le fregate, le megattere e le false orche assassine.

## Geografia
Farallon de Medinilla ha una lunghezza di 2,8 chilometri (1,7 mi) e una larghezza di 530 m (1 740 ft), per un'area totale di 0,845 km² (0,326 mi²). Il punto più elevato dell'isola raggiunge gli 81 m (266 ft) s.l.m. Le coste sono circondate da scogliere e grotte.